# Galeria Saatchi
Galeria Saatchi – galeria sztuki współczesnej w Londynie, założona przez Charlesa Saatchiego w 1985 roku w celu prezentacji jego prywatnej kolekcji sztuki. Galeria znajdowała się w kilku lokalizacjach – początkowo w północnym Londynie, później na południowym brzegu Tamizy, a obecnie w Chelsea.
Charakter kolekcji i prezentowanych wystaw zmieniał się z czasem. Początkowo prezentowano artystów amerykańskich i minimalizm, następnie Young British Artists pod przewodnictwem Damiena Hirsta, a później wystawy prezentujące różnorodne trendy współczesnej sztuki z różnych krajów, w tym z USA i Chin.

## Historia

### Otwarcie i początki galerii
Galeria Saatchi została otwarta w 1985 roku przy Boundary Road, St John's Wood w Londynie w budynku po fabryce farb. Pierwsza wystawa była otwarta od marca do października 1985 roku i prezentowała prace amerykańskich malarzy abstrakcjonistów (m.in. Brice’a Mardena i Cy’a Twombly’ego) oraz prace Andy'ego Warhola. Była to pierwsza prezentacja prac Twombly’ego i Mardena w Wielkiej Brytanii.

### Młodzi artyści brytyjscy
W latach 90. XX w. Saatchi sprzedał znaczną część swojej kolekcji sztuki amerykańskiej i zainwestował w prace nowej generacji brytyjskich artystów, wystawiając ich dzieła na zbiorowych wystawach pod tytułem Young British Artists (YBAs, Młodzi Artyści Brytyjscy). Główną grupę artystów skupiał wokół siebie Damien Hirst. W 1998 roku zaprezentowana została przełomowa wystawa pod nazwą Freeze. Saatchi dołączył do wystawy prace kupowane od studentów uczelni artystycznych i alternatywnych twórców. Pierwsza wystawa YBAs odbyła się w 1992 roku i zawierała między innymi pracę Damiena Hirsta z rekinem w formalinie pt. Fizyczna niemożliwość śmierci w umyśle istoty żyjącej. Dzieło Hirsta stało się jedną z najbardziej rozpoznawalnych prac artystów brytyjskich lat 90. i symbolem młodej sztuki brytyjskiej na całym świecie.
Dzięki wsparciu Saatchiego twórczość młodych artystów brytyjskich zdominowała lokalną sztukę w latach 90. i przyniosła tej grupie twórców międzynarodową sławę. Wśród artystów należących do YBAs znaleźli się Jenny Saville, Sarah Lucas, Gavin Turk i Rachel Whiteread.

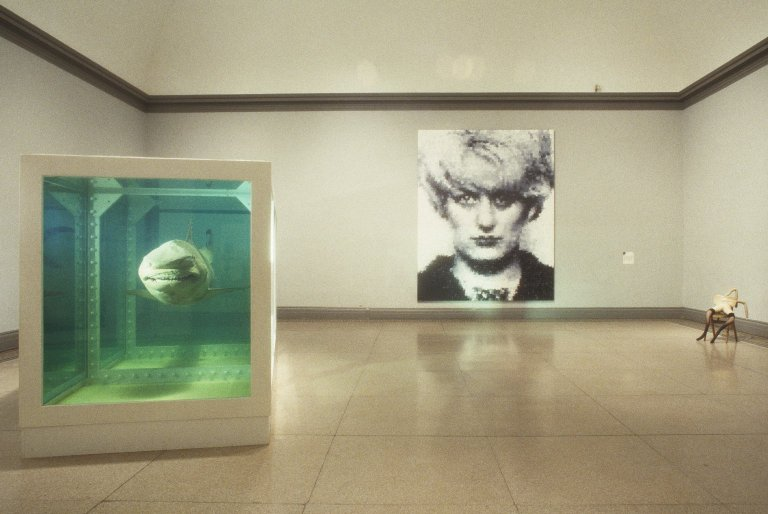
Wystawa Sensation w Brooklyn Museum

Wystawa Sensation została otwarta we wrześniu 1997 roku w Royal Academy. Zaprezentowano 110 prac 42 artystów z kolekcji Charlesa Saatchiego. W 1999 roku wystawa Sensation została zaprezentowana w Nationalgalerie w Hamburger Bahnhof w Berlinie, a następnie w Brooklyn Museum w Nowym Jorku. Ekspozycja wywołała bezprecedensowe kontrowersje polityczne i medialne i stała się punktem wyjścia do debaty na temat „moralności” sztuki współczesnej.

### Przełom XX i XXI wieku

#### Realizm neurotyczny
W samej galerii odbywały się inne pokazy o innej tematyce. W 1998 roku otwarto wystawę zatytułowaną Neurotic Realism (dosł. „realizm neurotyczny”). Zaprezentowano na niej prace m.in. Cecily Brown, Rona Muecka, Dextera Dalwooda, Martina Maloneya i Chantal Joffe.

#### Zmiana siedziby i pożar magazynu

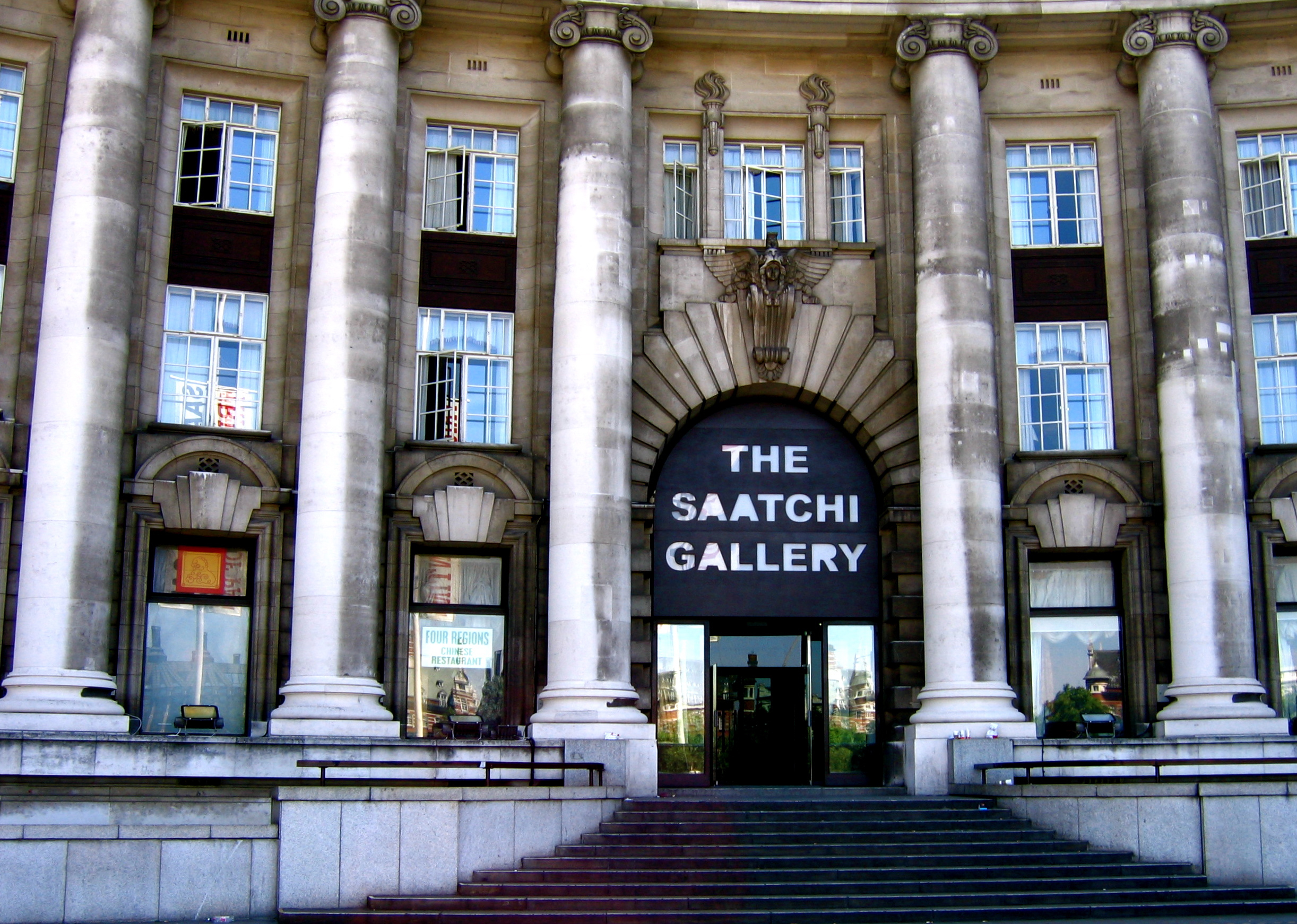
Galeria Saatchi w County Hall

W kwietniu 2003 roku galeria została przeniesiona do County Hall, do przestrzeni o powierzchni ponad 3500 metrów kwadratowych. 1000 gości wzięło udział w uroczystości otwarcia, podczas której odbył się performance Spencera Tunicka.
24 maja 2004 roku miał miejsce pożar w magazynie dzieł sztuki Momart, w wyniku którego zniszczeniu uległo wiele dzieł z kolekcji Saatchiego, w tym dzieło Tracey Emin Wszyscy, z którymi kiedykolwiek spałam 1963–95 („namiot”) oraz tableau Piekło Jake’a i Dinosa Chapmanów. Zniszczenia i straty wyceniano na kilkadziesiąt milionów funtów.

### Galeria Saatchi, King's Road
9 października 2008 roku otwarto nową siedzibę galerii, jedną z „najpiękniejszych przestrzeni artystycznych w Londynie” przy King's Road w Londynie w pobliżu Sloane Square. Budynek został odnowiony przez architektów Paula Davisa & Partners oraz firmę Allford Hall Monaghan Morris. Składa się ona z piętnastu równorzędnych przestrzeni wystawienniczych.

## Cele i filozofia galerii

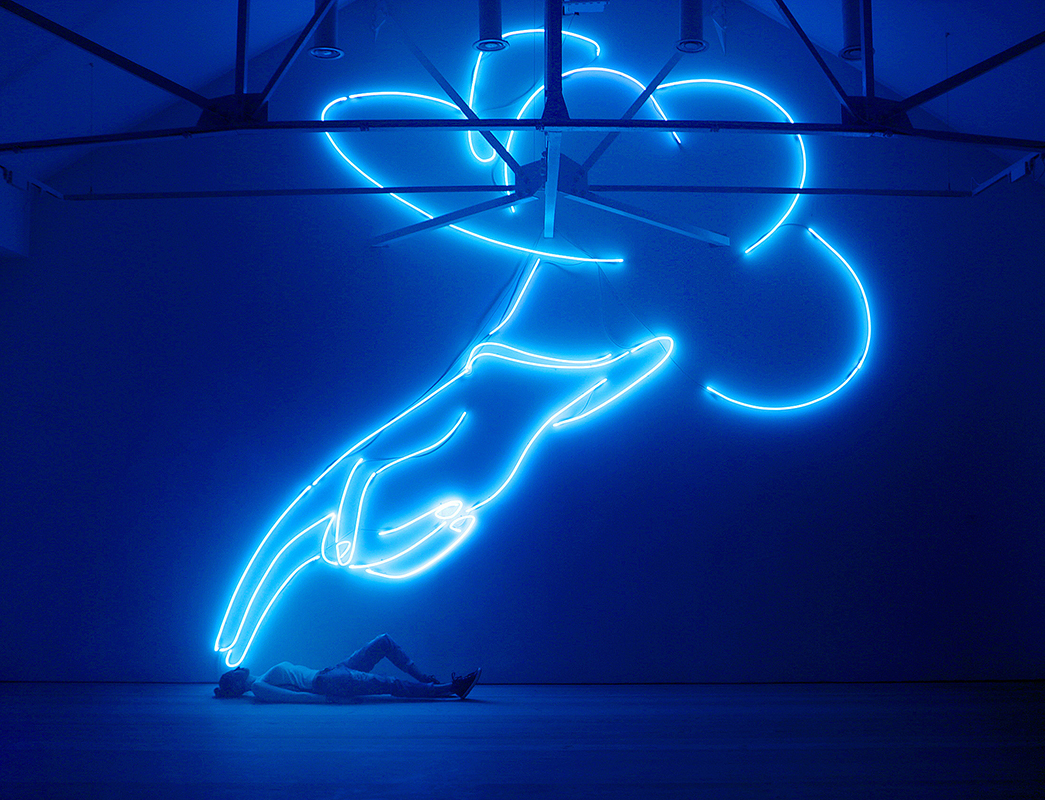
Błogosławiąca ręka, neon Stepana Rjabczenki w galerii Saatchi

Celem twórcy galerii Saatchi jest pokazanie współczesnych prac, których wcześniej nie można było oglądać w londyńskich instytucjach, takich jak Tate Modern. Była kierowniczka galerii, Rebecca Wilson, ujęła to następująco: „Naczelną zasadą galerii jest pokazanie tego, co się teraz dzieje, najciekawszych współczesnych artystów. Chodzi o zwrócenie uwagi ludzi na kogoś, kto jutro może być nowym Damienem Hirstem”.
Celem galerii jest uczynienie sztuki bardziej dostępną dla szerokiego grona odbiorców, a nie zamykanie się w ekskluzywnym kręgu krytyków sztuki.